# Gli indesiderabili (film 2003)
Gli indesiderabili è un film del 2003 diretto da Pasquale Scimeca.

## Trama
Nel 1951 fanno ritorno a Genova, provenienti dagli Stati Uniti dopo un processo celebrato a New York, 120 italo-americani, per lo più mafiosi e criminali, considerati "indesiderabili" dal governo statunitense e pertanto rimpatriati in Italia. Del gruppo fanno parte, fra gli altri, Frank Frigenti, Lily Valentino, Lu Grifasi, ma anche alcuni anarchici, come Ezio Taddei. Ad accoglierli all'arrivo, dopo un viaggio in nave durato due settimane, sono presenti curiosi, fotografi e giornalisti, fra cui Giancarlo Fusco, giornalista de Il Secolo XIX, incaricato di scrivere un breve articolo.
Mentre intervista questi personaggi, Fusco riconosce proprio in Taddei un suo vecchio compagno di liceo, e, incuriosito, decide di andare a fondo e svolgere un'inchiesta.